# Andrzej Chŏng Hwa-gyŏng
Andrzej Chŏng Hwa-gyŏng (kor. 정화경 안드레아; ur. 1808 w prowincji Chungcheong w Korei, zm. 23 stycznia 1840 w Seulu) – koreański święty Kościoła katolickiego.
Był pomocnikiem biskupa Wawrzyńca Imberta. Po rozpoczęciu antykatolickich prześladowań został aresztowany i trafił do więzienia w Seulu, gdzie był okrutnie torturowany. Został uduszony 23 stycznia 1840 roku.
Beatyfikowany przez papieża Piusa XI w dniu 5 lipca 1925 roku, a kanonizowany przez papieża Jana Pawła II w dniu 6 maja 1984 roku, w grupie 103 koreańskich męczenników.
Wspominany jest dzienną rocznicę śmierci oraz 20 września (w grupie 103 męczenników koreańskich).